# Råkkek (Jokkmokks socken, Lappland, 740910-170873)
Råkkek är en sjö i Jokkmokks kommun i Lappland och ingår i Luleälvens huvudavrinningsområde.